# Кайдановський Олександр Леонідович
Олександр Леонідович Кайдановський (рос. Александр Леонидович Кайдановский; 23 липня 1946, Ростов-на-Дону, РРФСР, СРСР — 3 грудня 1995, Москва, Росія) — радянський і російський актор, кінорежисер, сценарист, педагог. Заслужений діяч мистецтв РФ (1992).

## Життєпис
У 1960—1961 роках навчався в Дніпропетровському зварювальному технікумі імені Євгена Патона.
У 1965 році закінчив Ростовське театральне училище (курс М. І. Бушнова).
Закінчив Театральне училище ім. Б. Щукіна (1969).
1969—1971 рр. — актор Державного академічного театру імені Є. Вахтангова. Працював у МХАТі і Театрі на Малій Бронній.
У 1967 році дебютував в кіно у фільмі «Таємнича стіна».
Знімався у фільмах і телеспектаклях; зокрема, в кінокартинах українських кіностудій («Іду своїм курсом» (1974), «Десять негренят» (1987), «Нові пригоди янкі при дворі короля Артура» (1988), а також у ряді іноземних.
Світову славу акторові принесла головна роль у фільмі Андрія Тарковського «Сталкер» (1979, картина удостоєна ряду міжнародних кінопремій).
Працював на озвучуванні фільмів і мультфільмів («Повернення» (1980), «Два квитки до Індії» (1985), «Контракт» (1985), «Перевал» (1988) тощо).
У 1984 році закінчив Вищі курси сценаристів і режисерів (майстерня А. Тарковського, потім — Сергія Соловйова). Поставив картини «Проста смерть...» (1985, за мотивами повісті Л. Толстого «Смерть Івана Ілліча»), «Дружина керосинника» (1988) та ін.
1989 р. зняв (а у 1992-93 рр. закінчив монтувати) єдиний серед своїх режисерських робіт документальний фільм-інтерв'ю «Маестро: Сергій Параджанов» (довгий час після смерті О. Кайдановського стрічка вважалася втраченою, була знайдена на Ризькій кіностудії і відреставрована).
Викладав режисуру в Театральному училищі імені Б. В. Щукіна; вів сценарну майстерню на Вищих курсах режисерів і сценаристів.
Пішов з життя 3 грудня 1995, похований на Кунцевському кладовищі Москви.

### Сім'я
Батьки одружилися в 1945.
- Батько: Леонід Львович (Лейб Лейбович) Кайдановський (1921, Катеринослав — грудень 1970, Ленінград), працював начальником радіолокаційної станції в Батайську, згодом заступником начальника ростовського БМУ-5, що спеціалізується на підводному зварюванні[7].
- Мати: Віра Оніщук (померла в грудні 1990 року), після закінчення Московського бібліотечного інституту (1955) завідувала дитячим сектором в ростовському Палаці енергетиків, була режисеркою-постановницею дитячої театральної студії.

Після розлучення батьків в 1960 Олександр Кайдановський жив з батьком, з 1962 — в новій сім'ї батька, мачуха — Ірина Михайлівна Пухальська. Єдинокровні сестри — Ольга (нар. 1963) і Тетяна (нар. 1964). Мати вдруге одружилася на початку 1960-х, займалася надомною працею в комбінаті прикладних мистецтв. Єдиноутробний брат — Михайло Єсіпов (1965—2000), працював ревізором.
- Перша дружина (1966—1975): Ірина Бичкова (у шлюбі Кайдановська), згодом доцентка кафедри психофізіології та клінічної психології російського ПФУ[8].
  - Дочка: Дар'я (р. 1970).
- Друга дружина (1975—1980): акторка Євгенія Симонова, з якою познайомився на зйомках фільму «Зникла експедиція» (1974).
  - Дочка: Зоя
- Третя дружина: Наталія Судакова (у шлюбі Кайдановська).
  - Син: Кайдановський Андрій Олександрович.
- Четверта дружина (1995): Інна Піварс. Шлюб тривав лише три тижні (до смерті актора).

## Фестивалі та премії[9]
- 1987 — Каннський кінофестиваль: Участь в програмі «Особливий погляд» («Проста смерть...» 1985)
- 1988 — Міжнародний кінофестиваль у Локарно: Приз екуменічного журі («Гість» 1987)
- 1988 — КФ молодих кінематографістів к/с «Мосфільм»: Приз за режисуру («Дружина керосинника» 1988)
- 1990 — МКФ фантастичних фільмів в Аворіазі: Гран-прі по розділу «Дивні фільми» («Дружина керосинника» 1988)

## Фільмографія

### Ролі у кінофільмах
- «Таємнича стіна» (1967, співробітник обчислювального центру (немає в титрах)
- «Анна Кареніна» (1967, Жюль Ландо)
- «Перше кохання» (1968)
- «І був вечір, і був ранок...» (1970)
- «Красна площа» (1970, «Кащей»)
- «Драма на полюванні» (1970, телеспектакль; Олексій Карнєєв, граф)
- «Спокійний день наприкінці війни» (1970, сержант)
- «Собака Баскервілів» (1971, Степлтон)
- «П'ятнадцята весна» (1971, зв'язковий)
- «Четвертий» (1972, Штурман)
- «Слідство ведуть ЗнаТоКі. Справа № 6. Шантаж» (1972, Борис Міркін)
- «Минуле і думи» (1972, фільм-спектакль; критик Віссаріон Бєлінський)
- «Діти Ванюшина» (1973)
- «Крах інженера Гаріна» (1973, Вольф)
- «Прямую своїм курсом» (1974, кореспондент)
- «Свій серед чужих, чужий серед своїх» (1974, ротмістр Лемке)
- «Зникла експедиція» (1975, офіцер Зімін)
- «Під дахами Монмартра» (1975, Рауль, художник)
- «Мій будинок — театр» (1975, О. М. Островський)
- «Діаманти для диктатури пролетаріату» (1975, Воронцов)
- «Золота річка» (1976, Зімін)
- «Як важливо бути серйозним» (1975, Джон Уортінг)
- «Хто поїде в Трускавець» (1976, Він)
- «Моя справа» (1976, Березовський)
- «Як важливо бути серйозним» (1976, Джон Уортінг, землевласник, почесний мировий суддя)
- «Вогненний міст» (1976, Геннадій Дубравін, поручик)
- «Це було в Коканді» (1977, Зайченко, комендант Кокандської фортеці (озвучує Сергій Шакуров)
- «Життя Бетховена» (1978)
- «Поворот» (1978, лікар)
- «Дізнання пілота Піркса» (1978, нейролог і кібернетик Том Новак)
- «Сталкер» (1979, Сталкер)
- «Охоронець» (1979)
- «Розповідь невідомої людини» (1980, Степан, він же Володимир Іванович)
- «Рафферті» (1980, Еймс, обвинувач, юрисконсульт сенаторської комісії)
- «Факт» (1980, Станіслав)
- «Рятівник» (1980, Вараксін (озвучує Анатолій Ромашин)
- «І з вами знову я…» (1981, декабрист М. В. Путята)
- «Кафедра» (1982, геолог Валентин Орлов)
- «Десять негренят» (1987, Філіп Ломбард)
- «Хареба і Гогі» (1987, князь Ольховський)
- «Нові пригоди янкі при дворі короля Артура» (1988, Ланселот; кіностудія ім. О. Довженка)
- «Дихання диявола» /El Aliento del diablo (1992, Іспанія)
- «Листопад» /November /Listopad (1992, Польща—Франція)
- «Параджанов. Остання весна» (1992, док. фільм)
- «Чарівний стрілець» /Magic Hunter (1994, Франція)
- «Одкровення незнайомцю» /Confidences à un inconnu (1995, Росія—Франція—Італія) та інші…

### Режисер-постановник
- «Сад» (1983, к/м, за оповіданням Х. Л. Борхеса «Сад розбіжних стежок»)
- «Іона, або Художник за роботою» (1984, к/м, курсова робота, за однойменним оповіданням А. Камю)
- «Маестро: Сергій Параджанов» (1989—1992, сценарист і режисер)
- «Проста смерть...» (1985, режисер-постановник, сценарист; дипломна робота О. Кайдановського по закінченні Вищих курсів сценаристів і режисерів, майстерня С. Соловйова)
- «Гість» (1987, режисер-постановник, сценарист (за оповіданням Х. Л. Борхеса «Євангеліє від Марка»)
- «Дружина керосинника» (1988, режисер-постановник, сценарист) та ін.